# Guido Boni (Radsportler)
Guido Boni (* 4. November 1933 Gattaia; † 28. Juni 2014 in Florenz) war ein italienischer Radrennfahrer.

## Sportliche Laufbahn
Boni war im Straßenradsport aktiv. 1954 kam er bei den Straßenradsport-Weltmeisterschaften im Rennen der Amateure auf den 11. Platz. Von 1954 bis 1963 war er Unabhängiger und Berufsfahrer. Seine bedeutendsten sportlichen Erfolge waren Etappensiege in der Tour de Suisse 1956 und im Giro d’Italia 1958. 1956 gewann er den Giro de Pistoia und die Gesamtwertung der Rennserie Trofeo dell’U.V.I.
Zweiter wurde er 1955 im Gran Premio Industria e Commercio di Prato und 1958 im Giro della Romagna hinter Ercole Baldini. Dritte Plätze holte er im Giro del Lazio und im Giro del Veneto 1956, bei Sassari–Cagliari 1957 sowie im Giro della Toscana 1959. 1955 wurde er Achter in der Tour de Suisse. Boni bestritt alle Grand Tours.
| Grand Tour            | 1955 | 1956 | 1957 | 1958 | 1959 | 1960 | 1961 | 1962 |
| --------------------- | ---- | ---- | ---- | ---- | ---- | ---- | ---- | ---- |
| Vuelta a EspañaVuelta | –    | –    | 11   | –    | 17   | –    | –    | –    |
| Giro d’ItaliaGiro     | 19   | DNF  | 19   | 24   | 22   | 48   | 51   | DNF  |
| Tour de FranceTour    |      | –    | –    | –    | –    | –    | DNF  | DNF  |